# Jeff Ward (musiker)
Jeff Ward, född 18 november 1962, död 19 mars 1993, var en amerikansk trummis som spelade för band som Hammeron, Nine Inch Nails, Revolting Cocks, Ministry, Lard och Low Pop Suicide.
Alternativ rockgruppen Filters sång "It's Over" handlar om hur före detta bandkompisen Richard Patrick tog sig igenom sorgen efter Wards död.
Revolting Cocks album Linger Ficken' Good från 1993, Nine Inch Nails album The Downward Spiral från 1994, och Lards album Pure Chewing Satisfaction från 1997 innehåller alla dedikationer till honom.